# Морва Каледония Юнайтед
«Морва Каледония Юнайтед» (англ. Morvant Caledonia United) — тринидадский профессиональный футбольный клуб из сообщества Морва. Выступает в ТТ Про-лиге, высшем футбольном дивизионе Тринидада и Тобаго. Проводит домашние матчи на «Хейсли Крофорд Стэдиум» в Порт-оф-Спейне.

## История
Футбольный клуб «Каледония Атлитс ин Акшн» (сокращённо «Каледония Эй-ай-эй»; англ. Caledonia Athletes in Action; Caledonia AIA) был создан в 1979 году. С 2000 года клуб выступает в ТТ Про-лиге. В 2004 году «Каледония Эй-ай-эй» объединился с «Арима Файр», образовав «Арима Морва Файр», вскоре переименованный в «Каледония Эй-ай-эй/Файр». В 2006 году клуб вернул название «Каледония Эй-ай-эй». В 2015 году клуб сменил название на «Морва Каледония Юнайтед».

## Достижения
Национальные
- Обладатель Кубка Тринидада и Тобаго (3): 2008, 2011/12, 2012/13
- Обладатель Кубка лиги Тринидада и Тобаго (2): 2011, 2012
- Обладатель Digicel Pro Bowl (1): 2008
- Обладатель Trinidad and Tobago Goal Shield (2): 2012, 2016

Континентальные
- Победитель Карибского клубного чемпионата (2): 2012

## Состав
Состав команды на сезон 2019/20:
Примечание: Флаги указываются, так как игрок может иметь более одного гражданства по правилам ФИФА.
| № |                   | Позиция | Игрок             |
| - | ----------------- | ------- | ----------------- |
|   | Тринидад и Тобаго |         | Джейдон Тейлор    |
|   | Нигерия           |         | Катиби Колапо     |
|   | Тринидад и Тобаго | Защ     | Фра Гервас        |
|   | Ямайка            | Защ     | Ричард Уильямс    |
|   | Доминика          | Защ     | Сидни Локарт      |
|   | Тринидад и Тобаго | Защ     | Джошуа Александер |
|   | Сент-Люсия        | Защ     | Отев Лоуренс      |
|   | Тринидад и Тобаго | Защ     | Люкмен Брукс      |
|   | Сент-Люсия        | Защ     | Мелвин Доксилли   |
|   | Тринидад и Тобаго | ПЗ      | Нкоси Дэвид       |
|   | Тринидад и Тобаго | ПЗ      | Элаир Брюстер     |
|   | Сент-Люсия        | ПЗ      | Эден Чарльз       |

| № |                   | Позиция | Игрок             |
| - | ----------------- | ------- | ----------------- |
|   | Гайана            | ПЗ      | Шелдон Холдер     |
|   | Тринидад и Тобаго | ПЗ      | Джошуа Сильвестер |
|   | Тринидад и Тобаго | ПЗ      | Керри Дэниел      |
|   | Сент-Люсия        | ПЗ      | Рафаэль Джосеф    |
|   | Тринидад и Тобаго | ПЗ      | Мьюлик Дайк       |
|   | Сент-Люсия        | ПЗ      | Джевик Макфарлейн |
|   | Тринидад и Тобаго | Нап     | Наэм Биснат       |
|   | Гайана            | Нап     | Пернелл Шульц     |
|   | Сент-Люсия        | Нап     | Тев Лоуренс       |
|   | Сент-Люсия        | Нап     | Аарон Ричард      |
|   | Тринидад и Тобаго | Нап     | Райан Джордан     |